# Marquesado de Torremejía
El marquesado de Torremejía es un título nobiliario español de origen napolitano creado por el rey Carlos VII de Nápoles mediante real cédula de 16 de diciembre de 1734, confirmándose por el monarca el 10 de enero de 1735 en la Torre de Botino con la denominación marquesado de Mexía y que fue sustituido por la actual denominación el 3 de abril de 1799 por el rey Carlos IV, a favor de don Gaspar Osorio Mexía y Zúñiga, caballero de Santiago.
El rey dispensó, también, a Gaspar Osorio Mexía del pago de los derechos de la concesión del título, pero no de los derechos de hospital, secretaría, registro y otros gastos que debían satisfacer los que adquirían el privilegio de un título nobiliario. En dicho concepto pagó diez ducados, tres florines y seis granos por un lado y otros ciento diez por otro.
Este brillante militar fue sucedido en el título por su sobrino, Gaspar María Osorio y Mexía, caballero de Calatrava, que era el primogénito de su hermano, José Osorio Mejía, señor de Valenzuela y Picón y alguacil mayor del Santo Oficio de Toledo.
En 1799 el marquesado se convierte en título español:

"Asimismo ha concedido S.M. á D.Antonio María Osorio la gracia de que el título de Marques de Torremexía, que su augusto padre, siendo Rey de Nápoles, concedió para aquel Reyno a D.Gaspar Osorio Mexía su tio, se entienda desde ahora título de Castilla, sujeto al pago del servicio de lanzas y derecho de media anata como los demas de esta clase, para sí, sus hijos y sucesores nacidos de legítimo matrimonio; y que en otra forma no use en España del que se concedió para Nápoles."
Mercurio de España

## Marqueses de Torremejía
|                                                                          | Titular                                                     | Periodo                                                     | Casa                                                        |
| Creación por Carlos VII de Nápoles como Marquesado de Mexía              | Creación por Carlos VII de Nápoles como Marquesado de Mexía | Creación por Carlos VII de Nápoles como Marquesado de Mexía | Creación por Carlos VII de Nápoles como Marquesado de Mexía |
| ------------------------------------------------------------------------ | ----------------------------------------------------------- | ----------------------------------------------------------- | ----------------------------------------------------------- |
| I                                                                        | Gaspar Osorio Mexía y Zúñiga                                | 1735-1782                                                   | Casa de Osorio Mexía                                        |
| II                                                                       | Gaspar María Osorio y Mexía                                 |                                                             | Casa de Osorio Mexía                                        |
| Nueva denominación por Carlos IV de España como Marquesado de Torremejía |                                                             |                                                             |                                                             |
| III                                                                      | Antonio María Osorio Melgosa Mexía y Neyra                  |                                                             | Casa de Osorio Mexía                                        |
| IV                                                                       | Carmen Osorio e Ibáñez de Leiva                             |                                                             | Casa de Osorio Mexía                                        |
| V                                                                        | Blas de Alfaraz y Osorio                                    |                                                             | Casa de Alfaraz                                             |
| VI                                                                       | Ramón de Alfaraz y Medrano                                  |                                                             | Casa de Alfaraz                                             |
| VII                                                                      | María Begoña Pascual de Quinto y Montalvo                   | 1955-2004                                                   | Casa de Pascual de Quinto                                   |
| VIII                                                                     | María del Pilar Pascual de Quinto y Montalvo                | 2004-2018                                                   | Casa de Pascual de Quinto                                   |
| IX                                                                       | María España Pascual de Quinto                              | 2018-2023                                                   | Casa de España                                              |
| X                                                                        | Juan Armada España                                          | 2024-                                                       | Casa de Armada                                              |

"Referencias".-->